# Президентский сад (Братислава)
}}
Президентский сад (словац. Prezidentská záhrada) — парк в Старом городе Братиславы, часть Дворца Грашалковичей (Президентского дворца). Общественный парк, устроенный во французском стиле, занимает площадь около 6 гектаров и исторически был продолжением большого сада бывшего летнего архиепископского дворца.
Территория будущего Президентского сада была отделена от сада Епископского летнего дворца вместе с началом строительства дворца Грашалковичей. Антон Грашалкович, важный государственный и деятель при дворе императрицы Марии Терезии, придавал большое значение той представительской роли, которую должен был сыграть его новый дворцовый комплекс. Сад, по моде того времени, был организован во французском стиле, вытянутый вдоль центральной осевой аллеи, с каштановыми аллеями по краям. В центре сада был разбит овальный зелёный партер с цветочными клумбами.
C объявлением независимости Словакии Дворец Грашалковичей стал служить в качестве резиденции Президента страны. В конце 1990-х годов состоялась масштабная реконструкция сада, во многом восстановившая первоначальный вид парка. В качестве ещё одного украшения парка была установлена конная статуя императрицы Марии Терезии, которая изначально была частью украшения Дворца протоиерея в Нитре. В то же время, памятник Иоганну Непомуку Гуммелю, выдающемуся композитору и уроженцу Братиславы, после реконструкции в 2002 году был перенесён на своё прежнее историческое место перед посольством Германии на Гвездославовой площади. Выбивается из общей тенденции возврата к историческому облику сада «социалистический» фонтан работы Т. Барфая и К. Лацко.
Сад доступен для публики в течение дня в часы работы, которые меняются в течение года.